# Berkovița
Berkovița (în bulgară Берковица) este un oraș și stațiune de iarnă în vestul Bulgariei. Aparține de Obștina Berkovița, Regiunea Montana.

## Demografie
Componența etnică a orașului Berkovița
     Bulgari (74,81%)
     Romi (21%)
     Nicio identificare (3,64%)
     Altele (0,93%)
La recensământul din 2011, populația orașului Berkovița era de 13.463 locuitori. Din punct de vedere etnic, majoritatea locuitorilor (74,81%) erau bulgari, cu o minoritate de romi (21,0%). Pentru 3,64% din locuitori nu este cunoscută apartenența etnică.